# Bente Jansen
Bente Jansen (Amsterdam, 28 agosto 1999) è una calciatrice olandese, attaccante dell'Ajax.

## Carriera

### Nazionale
Jansen viene convocata dalla Federcalcio olandese (KNVB) nel 2016 per vestire la maglia della formazione Under-19, inserita in rosa con la squadra impegnata alle qualificazioni all'Europeo di Irlanda del Nord 2017. Debutta il 13 settembre, nell'amichevole pareggiata a reti inviolate dalle Oranje U-19 sulle pari età dell'Italia, per poi condividere il percorso della sua nazionale che la vede, dopo aver avuto accesso alla fase finale, superare al primo posto del gruppo B la fase a gironi e perdere per 3-2 la semifinale con la Spagna. Viene convocata anche per la successiva fase di qualificazione all'Europeo di Svizzera 2018, giocando tutti i sei incontri disputati dalla sua nazionale e siglando complessivamente 2 reti, tuttavia non viene convocata per la fase finale.
Grazie al piazzamento a Irlanda del Nord 2017 i Paesi Bassi accedono al Mondiale di Francia 2018 riservato a formazioni sotto i 20 anni di età. Selezionata per il torneo, Jansen gioca tre dei quattro incontri giocati dalle Oranje U-20, due del gruppo A e quello dei quarti di finale perso con l'Inghilterra che chiude sul 2-1 in rimonta la partita eliminandole dal torneo.

## Palmarès

### Club
- Campionato olandese: 3

Twente: 2018-2019, 2020-2021, 2021-2022
- Coppa dei Paesi Bassi: 2

Twente: 2022-2023
Ajax: 2023-2024
- Supercoppa dei Paesi Bassi: 1

Twente: 2022